# چوپ، اوکراین
چوپ (به اوکراینی: Чоп) شهری در استان زاکارپاتیا است که در کشور اوکراین قرار دارد. جمعیت این شهر ۸,۷۶۵ نفر (۲۰۲۱ تخمینی) است.